# Navarredondilla
Navarredondilla è un comune spagnolo di 279 abitanti situato nella comunità autonoma di Castiglia e León.